# Yao Dingchen
Yao Dingchen (* 1905 in Guandong, Chinesisches Kaiserreich; † Juli 1965 in Athen) war ein Diplomat der Republik China.

## Leben
Yao Dingchen erhielt seine frühe Ausbildung in Guandong und Shanghai, studierte Politikwissenschaft an der Universität Südostchinas und an der Universität von Paris. Den Doktor der Rechte erhielt er an der Universität in Grenoble. 
Am 3. Juni 1937 war er Mitglied im Komitee für Überseeangelegenheiten der chinesischen Regierung in Nanjing auf der 23. Sitzungsperiode der Internationalen Arbeitsorganisation beim Völkerbund in Genf. Von 1940 bis 1941 war er Generalkonsul in Wien. 1941 war er zweiter Gesandtschaftssekretär in Rom. Von 1942 bis 1943 war er Konsul in Johannesburg. Von 1944 bis 1957 war Yao Dingchen der erste Generalkonsul Tahitis. Von 1960 bis 1962 war er Geschäftsträger in Lomé und von 1963 bis 1965 war er Geschäftsträger in Athen.

## Privates
Yao Dingchen war verheiratet und hatte fünf Kinder.